# EB/Streymur
EB/Streymur este o echipă de fotbal din Streymnes, Insulele Feroe.

## EB/Streymur în Europa
| Sezon   | Competiție            | Rundă | Țară     | Club            | Acasă | Deplasare | Aggregat |
| ------- | --------------------- | ----- | -------- | --------------- | ----- | --------- | -------- |
| 2007-08 | Cupa UEFA             | 1     | Finlanda | MyPa-47         | 1-1   | 0-1       | 1-2      |
| 2008-09 | Cupa UEFA             | 1     | Anglia   | Manchester City | 0-2   | 0-2       | 0-4      |
| 2009-10 | UEFA Champions League | 2     | Cipru    | APOEL Nicosia   | 0-2   | 0-3       | 0-5      |

## Titluri
- Prima Ligă Formuladeildin: 1

2008
- Cupa Insulelor Feroe: 2

2007, 2008

## Staff
Management
- Președinte: Rólant Højsted
- Director Sportiv: Alfred Hummeland

Tehnic
- Antrenor principal: Heðin Askham
- Antrenor cu portarii: Jón Láadal
- Director tehnic Heðin Olsen